# Miyazaki (Familienname)
Miyazaki ist ein japanischer Familienname.

## Namensträger
- Aoi Miyazaki (* 1985), japanische Schauspielerin
- Ayane Miyazaki (* 2002), japanische Nordische Kombiniererin
- Daishirō Miyazaki (* 1983), japanischer Fußballspieler
- Gorō Miyazaki (* 1967), japanischer Zeichentrickfilmregisseur
- Hayao Miyazaki (* 1941), japanischer Zeichentrickfilmregisseur
- Hideki Miyazaki (* 1962), japanischer Nordischer Kombinierer
- Miyazaki Hidekichi (1910–2019), japanischer 100-Meter-Weltrekordhalter im Seniorensport
- Hidetaka Miyazaki (* 1974), japanischer Spieleentwickler
- Miyazaki Ichisada (1901–1995), japanischer Historiker und Sinologe
- Izumi Miyazaki (* 1994), japanische Fotografin
- Jumma Miyazaki (* 2000), japanischer Fußballspieler
- Kaito Miyazaki (* 2000), japanischer Fußballspieler
- Kenji Miyazaki (* 1977), japanischer Fußballspieler
- Kesato Miyazaki (* 1981), japanischer Eisschnellläufer
- Kiwara Miyazaki (* 1998), japanischer Fußballspieler
- Kō Miyazaki (* 1999), japanischer Fußballspieler
- Kōhei Miyazaki (* 1981), japanischer Fußballspieler
- Manabu Miyazaki (Autor) (* 1945), japanischer Schriftsteller und Sozialkritiker
- Manabu Miyazaki (Fotograf) (* 1949), japanischer Fotograf
- Masako Miyazaki (* 1954), japanische Jazzsängerin
- Masumi Miyazaki (* 1968), japanische Schauspielerin und Fotomodell
- Osamu Miyazaki (* 1966), japanischer Motorradrennfahrer
- Reiichi Miyazaki (* 1945), japanischer Jurist, Staatsanwalt, Beamter
- Ryo Miyazaki (* 1988), japanischer Boxer
- Miyazaki Shigesaburō (1892–1965), japanischer Generalmajor
- Shinji Miyazaki (* 1956), japanischer Komponist, Musiker und Arrangeur
- Taisuke Miyazaki (* 1992), japanischer Fußballspieler
- Takako Miyazaki (* 1982), japanische Pianistin
- Terunobu Miyazaki (* 1943), japanischer Physiker
- Tomohiko Miyazaki (* 1986), japanischer Fußballspieler
- Miyazaki Tōten (1871–1922), japanischer politischer Aktivist und Philosoph
- Tsutomu Miyazaki (1962–2008), japanischer Serienmörder
- Yasuhide Miyazaki, japanischer Skispringer
- Miyazaki Yasuji (1916–1989), japanischer Schwimmer
- Yasuko Miyazaki (* 1977), japanische Triathletin
- Miyazaki Yasusada (1623–1697), japanischer Landwirtschaftsexperte
- Yoshihito Miyazaki (* 1959), japanischer Tischtennisspieler und -trainer
- Yuka Miyazaki (* 1983), japanische Fußballspielerin
- Yuriko Miyazaki (* 1995), japanische Tennisspielerin